# Copa del Rei de bàsquet 2019
La 83a edició de la Copa del Rei de bàsquet es va celebrar al WiZink Center de Madrid del 15 al 17 de febrer de 2019. Des de 2011 no se celebrava la fase final a la capital. Els set primers classificats en acabar la primera volta de la lliga ACB i el Movistar Estudiantes, equip amfitrió, van ser els equips que es van disputar la competició. L'equip campió va ser el Barça Lassa, que va derrotar a la final al Reial Madrid (93-94) després d'una pròrroga i havent recuperat un desavantatge de 17 punts. Thomas Heurtel, que va fer 22 punts i 6 assistències a la final, fou nomenat MVP del torneig, essent així el primer jugador de la història que repetia guardó en dues edicions consecutives de la Copa del Rei.

## Equips participants
| - Barça Lassa - Kirolbet Baskonia - Reial Madrid - Iberostar Tenerife | - Unicaja Málaga - Valencia Basket - Divina Seguros Joventut - Movistar Estudiantes |

## Resultats
|  | Quarts de final      | Quarts de final    |              |    | Semifinals | Semifinals |  |  | Final | Final |
|  |                      |                    |              |    |            |            |  |  |       |       |
|  | 15 de febrer         |                    |              |    |            |            |  |  |       |       |
|  |                      |                    |              |    |            |            |  |  |       |       |
|  | Reial Madrid         | 94                 |              |    |            |            |  |  |       |       |
|  | Reial Madrid         | 94                 | 16 de febrer |    |            |            |  |  |       |       |
|  | Movistar Estudiantes | 63                 |              |    |            |            |  |  |       |       |
|  | Movistar Estudiantes | 63                 | Reial Madrid | 93 |            |            |  |  |       |       |
|  | 15 de febrer         |                    | Reial Madrid | 93 |            |            |  |  |       |       |
|  |                      | Div. Seg. Joventut | 81           |    |            |            |  |  |       |       |
|  | Kirolbet Baskonia    | Div. Seg. Joventut | 81           | 89 |            |            |  |  |       |       |
|  | Kirolbet Baskonia    |                    | 17 de febrer | 89 |            |            |  |  |       |       |
|  | Div. Seg. Joventut   | 98                 |              |    |            |            |  |  |       |       |
|  | Div. Seg. Joventut   | 98                 | Reial Madrid | 93 |            |            |  |  |       |       |
|  | 14 de febrer         |                    | Reial Madrid | 93 |            |            |  |  |       |       |
|  |                      | FC Barcelona       | 94           |    |            |            |  |  |       |       |
|  | Iberostar Tenerife   | FC Barcelona       | 94           | 88 |            |            |  |  |       |       |
|  | Iberostar Tenerife   | 16 de febrer       |              | 88 |            |            |  |  |       |       |
|  | Unicaja Málaga       | 78                 |              |    |            |            |  |  |       |       |
|  | Unicaja Málaga       | 78                 | FC Barcelona | 92 |            |            |  |  |       |       |
|  | 14 de febrer         |                    | FC Barcelona | 92 |            |            |  |  |       |       |
|  |                      | Iberostar Tenerife | 86           |    |            |            |  |  |       |       |
|  | FC Barcelona         | Iberostar Tenerife | 86           | 86 |            |            |  |  |       |       |
|  | FC Barcelona         |                    |              | 86 |            |            |  |  |       |       |
|  | Valencia Basket      | 79                 |              |    |            |            |  |  |       |       |
|  | Valencia Basket      | 79                 |              |    |            |            |  |  |       |       |